# Suceava
Suceava es una ciudad con estatus de municipiu de Rumania. Es la capital del distrito homónimo, ubicado al noreste del país, en la región histórica de Bucovina.

## Geografía
La ciudad cubre dos tipos de áreas geográficas: las colinas (cuyo  punto más alto es la colina de Zamca) y las praderas del valle del río Suceava. La configuración excepcional de la ciudad de Suceava incluye dos arboledas —Zamca y Şipote— ambas localizadas dentro del perímetro urbano. Burdujeni, uno de los barrios, está conectado al resto de la ciudad por una avenida, haciéndolo parecer un pueblo satélite de Suceava. El nombre de la ciudad es pronunciado en portugués y español de la siguiente manera: Suchava) 

## Historia
La ciudad de Suceava fue por un largo periodo capital del estado moldavo y residencia principal de los príncipes moldavos (entre 1388 y 1565). Durante el reinado de Alexandru Lăpuşneanu, la sede fue trasladada a Iaşi.
Junto con el resto de Bucovina (de la que fue el centro administrativo principal), Suceava estuvo bajo el reinado de la monarquía de los Habsburgo (en el Imperio austrohúngaro posterior) de 1775 a 1918; la frontera de los dominios de los Habsburgo se situaba apenas unos pocos centenares de metros al sudeste de la ciudad. A fines de la Primera Guerra Mundial, llegó a ser parte de la Gran Rumanía.

## Patrimonio

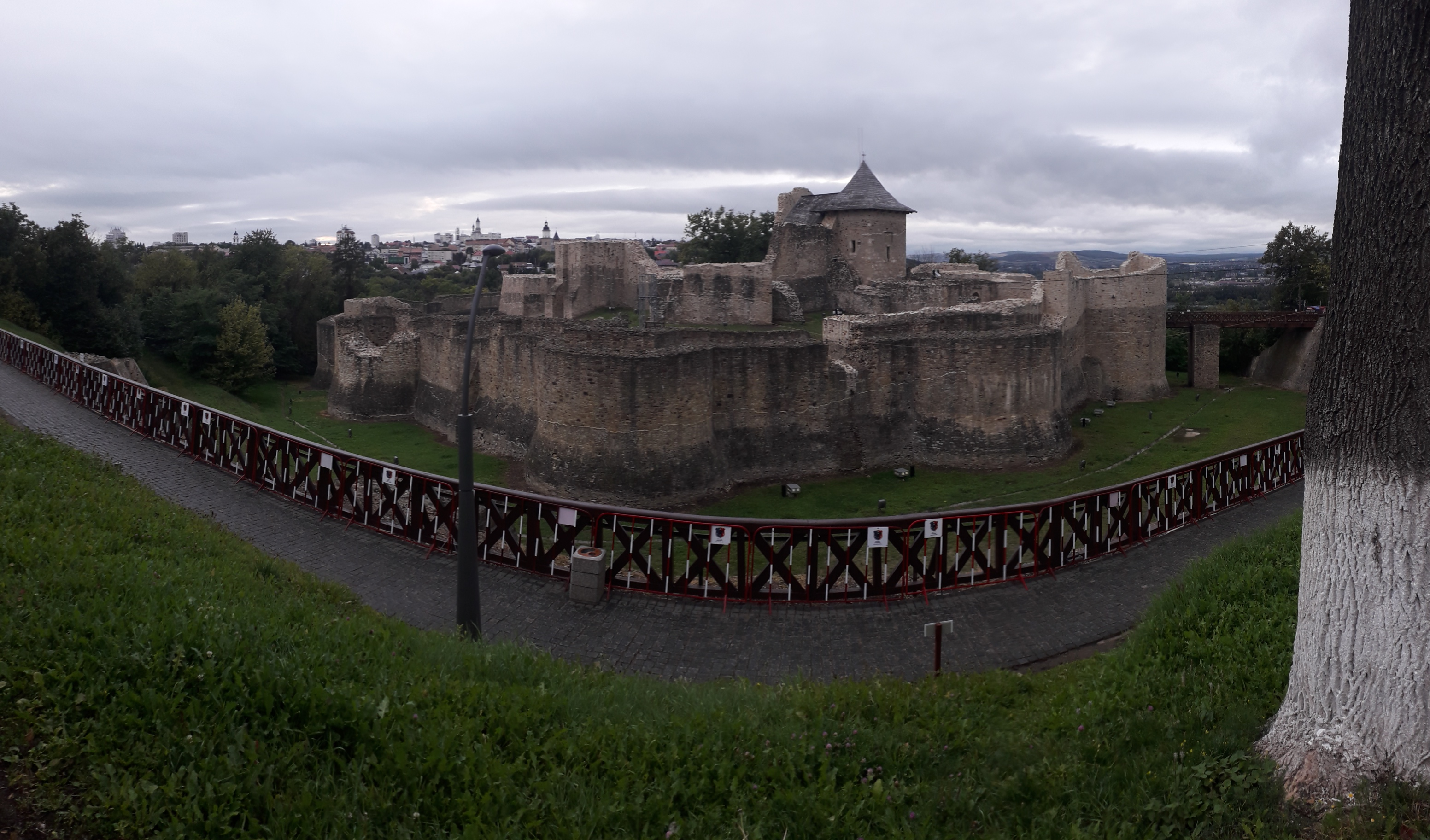
Castillo Suceava

En los últimos años, Suceava empezó a crecer más rápidamente, pero aun así, sigue siendo una ciudad pequeña. Los turistas pueden visitar el Museo de la Historia, Hanul Domnesc, Cetatea de Scaun (fortaleza), Muzeul Satului, el Planetario, el Museo de Ciencias naturales y, en la vecindad de la ciudad, unos pocos monasterios, los lagos, el bosque y la reserva floral de Bosanci. La iglesia San Jorge de Suceava es una de las siete iglesias pintadas de Moldavia septentrional, incluida en la Lista del Patrimonio de la Humanidad de la Unesco.